# Rodo Sayagues
Rodo Sayagues, född 20 februari 1980, är en uruguayansk filmmakare.
Han har huvudsakligen verkat som manusförfattare tillsammans med Fede Álvarez. 2021 gjorde han sin regidebut med filmen Don't Breathe 2.

## Filmografi (i urval)
- 2013 – Evil Dead
- 2016 – Don't Breathe
- 2021 – Don't Breathe 2
- 2024 – Alien: Romulus